# Chaihe
Chaihe (kinesiska: 柴河, 柴河镇) är en köpinghuvudort i Kina. Den ligger i provinsen Heilongjiang, i den nordöstra delen av landet, omkring 260 kilometer sydost om provinshuvudstaden Harbin. Antalet invånare är 24 688. Befolkningen består av 12 139 kvinnor och 12 549 män. Barn under 15 år utgör 11,0 %, vuxna 15-64 år 78 %, och äldre över 65 år 9,0 %.
Runt Chaihe är det ganska tätbefolkat, med 207 invånare per kvadratkilometer. Närmaste större samhälle är Yangming, 18,7 km söder om Chaihe. Trakten runt Chaihe består till största delen av jordbruksmark.
Genomsnittlig årsnederbörd är 895 millimeter. Den regnigaste månaden är juli, med i genomsnitt 188 mm nederbörd, och den torraste är januari, med 7 mm nederbörd.